# Talulah Gosh
I Talulah Gosh sono un gruppo musicale del genere twee pop attivo nella seconda metà degli anni ottanta.
Un anno dopo lo scioglimento dei Talulah Gosh Amelia Fletcher, Mathew Fletcher e Peter Momtchilof formarono gli Heavenly.

## Storia
Nato ad Oxford in Inghilterra nel 1986 dopo l'incontro tra Amelia Fletcher ed Elizabeth Price, che si notarono poiché indossavano entrambe una spilla dei The Pastels (l'avvenimento diede il nome alla canzone pastels badge). Il gruppo si caratterizza dalle sue origini guitar pop, per le sue ritmiche veloci di derivazione punk e linee vocali e corali molto melodiche con richiami ad arrangiamenti del pop degli anni 50/60 che ne caratterizzano il genere.

Nei due anni di attività pubblicarono unicamente un flexy-disc: I Told You So(split con i Razorcuts) e 5 singoli editi dalla Sarah Records. Tutti i loro lavori sono inseriti in due raccolte: Rock legends volume 69 e Backwash.

## Componenti
- Amelia Fletcher: voce e chitarra
- Mathew Fletcher: batteria
- Peter Momtchiloff: chitarra
- Rob Pursey: basso (lascia la band dopo soli tre concerti per diventare poi bassista degli Heavenly)
- Elizabeth Price: voce e tamburello (fino al 1987)
- Chris Scott: basso
- Eithne Farry: voce e tamburello (dal 1987)

## Discografia

### Singoli
- I Told You So (1986 split)
- Beatnik Boy (1986)
- Steaming Train (1986)
- Talulah Gosh (1987)
- Bringing Up Baby (1987)
- Testcard Girl (1988)

### Raccolte
- Rock Legends: Volume 69  (1988)
- Backwash (1996)